# Laracha Club de Fútbol
El Laracha Club de Fútbol es un equipo de fútbol español del municipio de A Laracha, en la provincia de La Coruña (Galicia). Fue fundado en 1965 y juega en el grupo norte de la Preferente Galicia.

## Historia
En el verano de 2018, jugando en Tercera División, el club firmó un convenio con el Deportivo de La Coruña para convertirse en su segundo filial. Esto propició que varios jugadores de la cantera blanquiazul jugaran en el Laracha, como Adri Castro, Iago Novo, Iago Parga o Manu Mosquera entre otros. No obstante, el descenso del Deportivo Fabril a Tercera a finales de esa temporada 2018/19 provocó también el descenso automático del Laracha a Preferente a falta de varias jornadas, aunque finalmente acabó la temporada también en puestos de descenso. El convenio no se renovó.

## Datos del club
- Temporadas en Primera División: 0
- Temporadas en Segunda División: 0
- Temporadas en Segunda División B: 0
- Temporadas en Tercera División: 8
  - Mejor puesto: 3.º (2005/06)
  - Promociones de ascenso disputadas: 1 (2005/06)

### Últimas temporadas
| Temp.   | Nivel | Categoría    | Puesto |
| ------- | ----- | ------------ | ------ |
| 1965/66 | 5     | 1.ª Comarcal | —      |
| 1966/67 | 5     | 1.ª Comarcal | 1.º    |
| 1967/68 | 5     | 1.ª Comarcal | 1.º    |
| 1968/69 | 5     | 1.ª Comarcal | —      |
| 1969/70 | 5     | 1.ª Comarcal | —      |
| 1970/71 | 5     | 1.ª Comarcal | —      |
| 1971/72 | 5     | 1.ª Comarcal | —      |
| 1972/73 | 5     | 1.ª Comarcal | —      |
| 1973/74 | 5     | 1.ª Comarcal | —      |
| 1974/75 | 5     | 1.ª Comarcal | 3.º    |
| 1975/76 | 5     | 1.ª Comarcal | 4.º    |
| 1976/77 | 5     | 1.ª Comarcal | 5.º    |
| 1977/78 | 6     | 1.ª Comarcal | 5.º    |
| 1978/79 | 7     | 2.ª Regional | 9.º    |
| 1979/80 | 7     | 2.ª Regional | 10.º   |
| 1980/81 | 7     | 2.ª Regional | 5.º    |
| 1981/82 | 7     | 2ª Regional  | 3.º    |
| 1982/83 | 7     | 2.ª Regional | 6.º    |
| 1983/84 | 7     | 2.ª Regional | —      |
| 1984/85 | 6     | 1.ª Regional | 18.º   |

| Temp.   | Nivel | Categoría    | Puesto |
| ------- | ----- | ------------ | ------ |
| 1985/86 | 7     | 2.ª Regional | —      |
| 1986/87 | 6     | 1.ª Regional | 6.º    |
| 1987/88 | 6     | 1.ª Regional | 3.º    |
| 1988/89 | 6     | 1.ª Regional | 7.º    |
| 1989/90 | 6     | 1.ª Regional | 5.º    |
| 1990/91 | 6     | 1.ª Regional | 4.º    |
| 1991/92 | 6     | 1.ª Regional | 1.º    |
| 1992/93 | 5     | Preferente   | 6.º    |
| 1993/94 | 5     | Preferente   | 9.º    |
| 1994/95 | 5     | Preferente   | 8.º    |
| 1995/96 | 5     | Preferente   | 8.º    |
| 1996/97 | 5     | Preferente   | 1.º    |
| 1997/98 | 4     | 3.ª          | 20.º   |
| 1998/99 | 5     | Preferente   | 9.º    |
| 1999/00 | 5     | Preferente   | 8.º    |
| 2000/01 | 5     | Preferente   | 8.º    |
| 2001/02 | 5     | Preferente   | 1.º    |
| 2002/03 | 5     | Preferente   | 3.º    |
| 2003/04 | 5     | Preferente   | 2.º    |
| 2004/05 | 4     | 3.ª          | 5.º    |

| Temp.   | Nivel | Categoría  | Puesto |
| ------- | ----- | ---------- | ------ |
| 2005/06 | 4     | 3.ª        | 3.º    |
| 2006/07 | 4     | 3.ª        | 20.º   |
| 2007/08 | 5     | Preferente | 7.º    |
| 2008/09 | 5     | Preferente | 8.º    |
| 2009/10 | 5     | Preferente | 8.º    |
| 2010/11 | 5     | Preferente | 10.º   |
| 2011/12 | 5     | Preferente | 5.º    |
| 2012/13 | 5     | Preferente | 4.º    |
| 2013/14 | 4     | 3.ª        | 15.º   |
| 2014/15 | 4     | 3.ª        | 19.º   |
| 2015/16 | 5     | Preferente | 9.º    |
| 2016/17 | 5     | Preferente | 2.º    |
| 2017/18 | 4     | 3.ª        | 15.º   |
| 2018/19 | 4     | 3.ª        | 17.º   |
| 2019/20 | 5     | Preferente | 19.º   |
| 2020/21 | 5     | Preferente | 7.º    |
| 2021/22 | 5     | Preferente |        |